# خاصرة (لحم جمل)

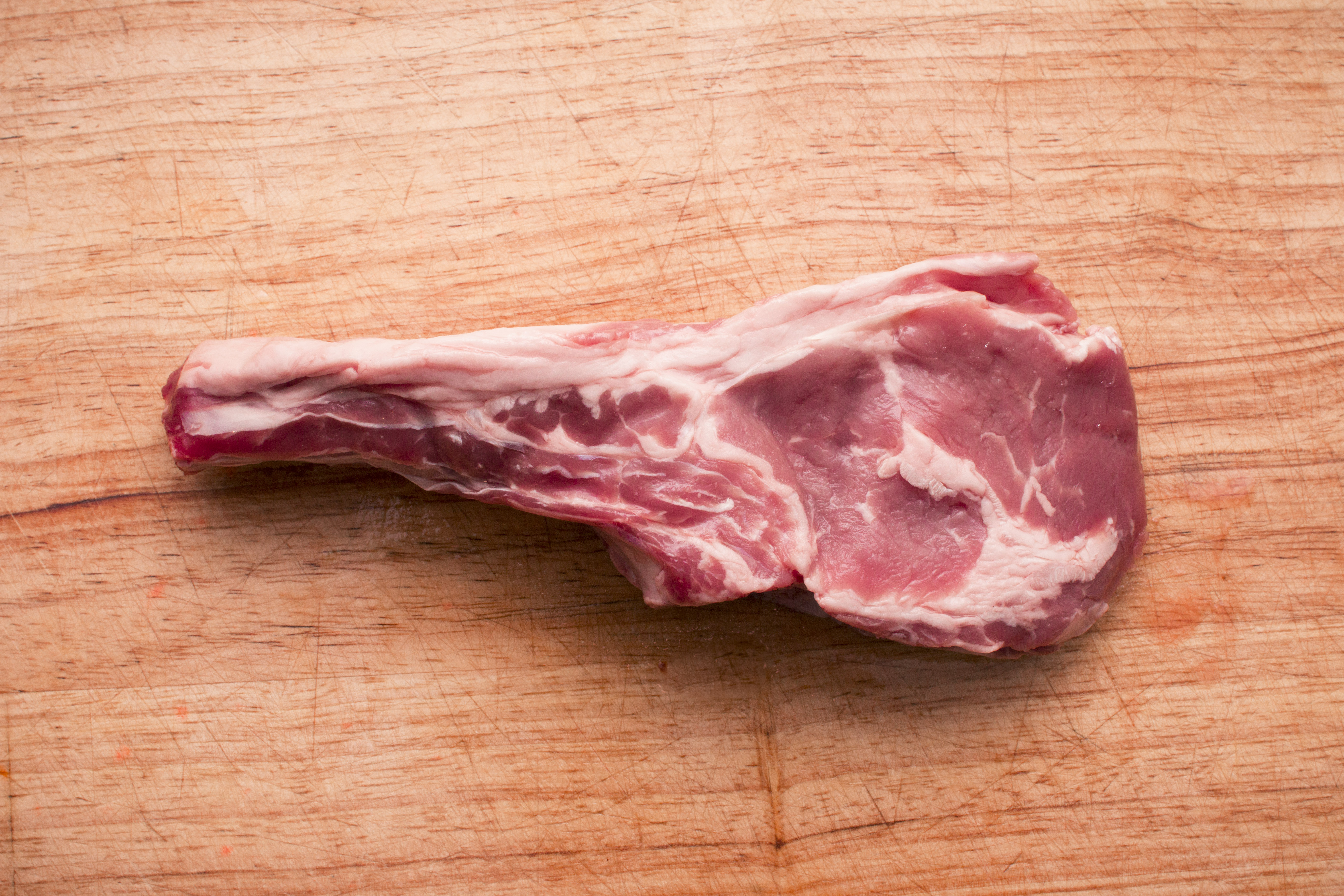
قطعة لحم خاصرة الجمل

لحم من خاصرة جمل، هو قطعة من لحم الجمل، تتكون من النسيج على طول الجانب الظهري من القفص الصدري.

## التسميات
وتختلف التسميات من بلد إلى اخر في أسماء القطع المُختارة من الخاصرة، ففي منطقة نجد في السعودية يُسمون أحد الأجزاء السفلية من الخاصرة قويصرة،[بحاجة لمصدر] وهي تصغيًرً لكلمة الْقُصْرَى، ويطلق عليها ايضاً اسم الفقار.